# Polisen och den döde på Holmen grå
Polisen och den döde på Holmen grå är den sjunde romanen om Polisen i Strömstad, skriven av Gösta Unefäldt och utkom första gången 1995.

## Handling
En gymnasierektor hittas död i en liten plastbåt vid Holmen grå. I vilket ärende hade rektorn åkt till den ödsliga platsen och varför dog han där? Hade hans död något med överfallet på den gamla kvinnan att göra? Fallet blir en svår nöt att knäcka för Strömstads polischef Gustav Jörgenson och hans mannar, som numera även inkluderar den unga damen Pernilla Bitén - nytillskottet i poliskåren - som visar sig vara en tillgång.